# Bérangère Bonvoisin
Pour les articles homonymes, voir Bonvoisin.
Bérangère Bonvoisin, née à Rabat, Maroc le 28 janvier 1953 est une comédienne, et metteuse en scène française.

## Biographie
Bérangère Bonvoisin suit une formation de comédienne au Conservatoire de Rouen, où elle obtient le 1er prix de tragédie et le 2e prix de comédie classique et moderne. En 1970, elle rencontre Alain Bézu qui la met en scène avec son frère Bertrand, dans entre autres, On ne badine pas avec l'amour d'Alfred de Musset (rôle de Camille).
En 1973, elle entre pour trois ans au Conservatoire national supérieur d'art dramatique, à Paris, dans la classe d’Antoine Vitez. C'est là qu'en 1975, encore élève, elle met en scène Les Sincères de Marivaux, expérience qui fait d'elle la première femme de l'histoire du Conservatoire de Paris, à faire de la mise en scène.
En 1984, elle signe au théâtre de la Bastille ce qu'elle considère comme sa « première vraie mise en scène » : Celle qui ment, d'après les écrits d'Angèle de Foligno.
En 1987, elle met en scène pour la première fois en France, Pionniers à Ingolstadt de Marieluise Fleisser au Théâtre des Amandiers -Nanterre, production Patrice Chéreau ( seule femme metteuse en scène des années Chéreau à Nanterre)
Le 3 février 2003, à la demande de Georges Lavaudant et Jean Jourdheuil, elle rassemble une centaine de comédiens au théâtre de l'Odéon pour une soirée unique, Philippe Clévenot , Tête à Tête, spectacle qui mêle lectures et documents vidéos en hommage à l'art de l'acteur, Philippe Clévenot, son compagnon disparu.
Le 25 avril 2005, elle réitère cette aventure de l'éphémère au théâtre national de la Colline avec Slogan pour 343 actrices de Nadia Soudaïeva et Antoine Volodine où elle réunit 343 comédiennes, entre autres, Jeanne Moreau, Gisèle Casadesus, Elsa Zylberstein, Myriam Boyer, Nada Strancar, Micheline Presle, Ludmila Mikaël Christine Boisson. etc etc. Le cinéaste Alain Cavalier a fait un film de cette soirée, Pour Bérangère, encore inédit à ce jour.
Très proche du peintre Gilles Aillaud qui l'accompagne dans bon nombre de mises en scènes, elle monte en 2006, soit un an après sa disparition, La Maladie de la mort de Marguerite Duras avec Fanny Ardant au théâtre de la Madeleine sans aucun décor, « ne concevant pas de faire appel à un autre scénographe ». Ce spectacle fait également l'objet d'une représentation unique, le 17 mars 2007, dans le hall de l'hôtel des Roches Noires, à Trouville-sur-Mer où l'auteur vécut longtemps.
Mariée à Philippe Clévenot, elle est la fille de la députée Jeanine Bonvoisin, la sœur de l'acteur Bertrand Bonvoisin, et la belle-sœur de l'acteur Jean-Yves Dubois.

## Théâtre-Comédienne
- 1970 : On ne badine pas avec l’amour d’Alfred de Musset, mise en scène Alain Bézu
- 1973 : Les Miracles d’après l’Évangile selon Jean, mise en scène Antoine Vitez, Théâtre national de Chaillot
- 1975 : Les Sincères de Marivaux, mise en scène B. Bonvoisin, Conservatoire de Paris, Festival d’Avignon
- 1976 : Histoires de dire de Jean-Pierre Thibaudat, mise en scène Jacques Lassalle, Théâtre Ouvert
- 1976 : Fragments pour un discours théâtral de Maria Koleva, avec Antoine Vitez et Bertrand Bonvoisin
- 1976 : Dom Juan revient de guerre d'Ödön von Horváth, mise en scène Marcel Bluwal, Théâtre de l'Est parisien
- 1977 : La Double Inconstance de Marivaux, mise en scène Jacques Rosner, tournée aux États-Unis
- 1977 : L’Arrivante d’Hélène Cixous, mise en scène Viviane Théophilidès et Anne-Marie Lazarini, Théâtre Ouvert, à Avignon
- 1978 : La Star des oublis d’Yvane Daoudi, mise en scène Bérangère Bonvoisin, Festival d'Avignon
- 1978 : L’Adulateur de Carlo Goldoni, mise en scène de Robert Gironès et Bernard Chatellier, Théâtre du Huitième Lyon
- 1978 : Et pourtant, ce silence ne pouvait être vide de Jean Magnan, mise en scène Robert Gironès, Festival d'Avignon
- 1979 : Et pourtant, ce silence ne pouvait être vide de Jean Magnan, mise en scène Robert Gironès, Théâtre du Huitième, Théâtre de Gennevilliers
- 1979 : Eddy (Mitchell) de B. Bonvoisin, mise en scène Bérangère Bonvoisin, Théâtre des Quartiers d'Ivry
- 1980 : Violences à Vichy de Bernard Chartreux de Michel Deutsch, mise en scène Jean-Pierre Vincent, Théâtre national de Strasbourg, Théâtre des Amandiers, Nouveau théâtre de Nice
- 1980 : Ruines de Michel Deutsch, mise en scène Jean-Pierre Vincent, Théâtre national de Strasbourg, Maison de la culture de Nanterre, Nouveau théâtre de Nice
- 1982 : Schliemann de Bruno Bayen, mise en scène Bruno Bayen, Théâtre national de Chaillot
- 1982 : Hippolyte (pièce) de Robert Garnier, mise en scène Antoine Vitez, Théâtre national de Chaillot
- 1984 : Celle qui ment de Philippe Clévenot d’après Angèle de Foligno, mise en scène Bérangère Bonvoisin, Théâtre de la Bastille
- 1985 : Conférence sur la natation de Michel Charolles, mise en scène Bérangère Bonvoisin, Théâtre Ouvert Avignon
- 1987 : Carson McCullers, mise en scène Bérangère Bonvoisin, Théâtre Ouvert
- 1988 : Le Salon transfiguré' de Philippe Clévenot, d’après l’impératrice Sissi, mise en scène Bérangère Bonvoisin
- 1990 : Médée de Jean Vauthier, mise en scène Alain Bézu
- 1991 : Vieil hiver de Roger Planchon, mise en scène Roger Planchon, TNP
- 1991 : Fragile forêt de Roger Planchon, mise en scène Roger Planchon, TNP
- 1993 : La Chèvre de Marieluise Fleisser, mise en scène Bérangère Bonvoisin
- 1994 : La Chèvre, la Vierge et le Cheval, mise en scène B. Bonvoisin, Théâtre national de l’Odéon, Centre dramatique national d’Annecy, Chambéry
- 2000 : Le Silence d’Elfriede Jelinek, mise en scène André Wilms, Théâtre Ouvert
- 2001 : Les Aventures de sœur Solange, mise en scène Bruno Boëglin (Théâtre des Célestins, Théâtre des Abbesses
- 2001 : Anna Christie d’Eugene O'Neill, mise en scène Philippe Clévenot, Comédie de Genève, Théâtre de Villeurbanne
- 2002 : Le Journal d’Iggy Pop, mise en scène Laurent Vacher, Festival de Sarrebruck
- 2003 : Philippe Clévenot : tête à tête, performance mise en scène par Bérangère Bonvoisin et interprétée par une centaine d’acteurs, Théâtre de l'Odéon
- 2003 : La Mousson d’été de Ravenhill Mayenburg, mise en scène Michel Didym
- 2003 : Moi aussi j’ai eu une enfance merdique de Rodrigo García, mise en scène Claude Guerre
- 2004 : Jackie d’Elfriede Jelinek, mise en scène Michel Didym et B. Bonvoisin Pont-à-Mousson
- 2004 : Une forte odeur de pomme de Pedro Eiras, mise en scène Claude Guerre, Pont-à-Mousson – France Culture en public
- 2004 : Blitz de Bosco Brasil, mise en scène Claude Guerre, Pont-à-Mousson
- 2005 : Tumulte de François Bon, mise en scène de François Bon (Pont-à-Mousson – Lecture)
- 2005 : Slogans pour 343 actrices de Maria Soudaïeva et Antoine Volodine, performance mise en scène par B. Bonvoisin et interprétée par 343 actrices, dont Jeanne Moreau, Micheline Presle, Marie-France Pisier, Nada Strancar ou encore Édith Scob, Théâtre national de la Colline – Spectacle filmé par Alain Cavalier
- 2005 : Sarinagara de Philippe Forest, mise en scène Nadine Eghels, avec Aurélien Recoing
- 2005 : Misterioso 119 de Koffi Kwahulé, mise en scène Michel Didym, Pont-à-Mousson
- 2005 : La Femme d’avant de Roland Schimmelpfenning, mise en scène Jean-Pierre Vincent, Pont-à-Mousson
- 2005 : L’Autre d’Enzo Cormann, mise en scène Enzo Cormann, Pont-à-Mousson
- 2005-2006 : A Woman of Mystery de John Cassavetes, lecture mise en espace par Marc Goldberg, Vingtième Théâtre
- 2006 : L'Éclipse du 11 août de Bruno Bayen, mise en scène Jean-Pierre Vincent, Théâtre national de la Colline
- 2007 : L'Éclipse du 11 août de Bruno Bayen, mise en scène Jean-Pierre Vincent, Théâtre La Criée, Théâtre du Nord, Théâtre de la Manufacture
- 2008 : Conférence sur l'Économie (Festival du mot)
- 2008-2009 : La Petite Catherine de Heilbronn de Heinrich von Kleist, mise en scène André Engel, Odéon-Théâtre de l'Europe Ateliers Berthier
- 2011 : C'est pourquoi le temps presse de Philippe Clévenot, d'après W.C. Williams à Maison de la poésie
- 2016 : Les gens d'Oz de Yana Borissova, mise en scène de Galin Stoev au Théâtre National de la Colline

### Mises en scène au théâtre
- 1975 : Les Sincères, de Marivaux (Conservatoire de Paris, Festival d’Avignon)
- 1978 : La Star des oublis, d’Yvane Daoudi (Festival d'Avignon-Théâtre Ouvert.
- 1979 : Eddy (Mitchell), de B. Bonvoisin (Théâtre des Quartiers d'Ivry)-production A.Vitez
- 1984 : Celle qui ment, de Philippe Clévenot, d’après Angèle de Foligno (Théâtre de la Bastille-Théâtre des Deux-Rives, Rouen.( Avec Nicolas Bonvoisin)
- 1985 : Conférence sur la natation, de Michel Charolles (Théâtre Ouvert, à Avignon)
- 1987 : Pionniers à Ingolstadt, de Marieluise Fleisser (Théâtre des Amandiers)Décor: Gilles Aillaud. Production Patrice Chéreau.
- 1987 : Carson McCullers (Théâtre Ouvert)
- 1988 : Le Salon transfiguré, de Philippe Clévenot, d’après l’impératrice Sissi, et des textes de Cioran. Théâtre Ouvert.
- 1992 : Rumeur à Wall Street, de Bernard Chatellier, d'après le Bartleby de Herman Melville(Théâtre des Amandiers) Décor Gilles Aillaud
- 1993 : L'Étranger, d’Albert Camus (Beyrouth)
- 1993 : La Chèvre, de Marieluise Fleisser Petit Odéon.
- 1994 : Le gendarme est sans pitié, de Georges Courteline (Trouville) Décor: Gilles Aillaud.
- 1994 : Le commissaire est bon enfant, de Georges Courteline (Trouville)
- 1994 : La Chèvre, la Vierge et le Cheval (Théâtre de l’Odéon, Centre dramatique national d’Annecy, Chambéry)
- 1996-1997-1998 : La Conférence du vieux colombier, d’Antonin Artaud (tournée)Co-mise en scène avec Philippe Clévenot.
- 1998 : Le Poisson des grands fonds, de Marieluise Fleisser (Centre dramatique national d’Orléans, Théâtre de la Colline) Décor Gilles Aillaud
- 2000: Anna Christie de O'Neill à la Comédie de Genève, Co-mise en scène avec P.Clévenot . Décor Gilles Aillaud
- 2003 : Philippe Clévenot : tête à tête, performance interprétée par une centaine d’acteurs, de metteurs en scène et de philosophes (Dont Isabelle Huppert, François Cluzet, André Marcon, Michèle Goddet, Jean-Pierre Vincent, Hélène Vincent, Jean-Christophe Bailly, Philippe Lacoue-Labarthe) (Théâtre de l'Odéon)
- 2004 : Jackie, d’Elfriede Jelinek, mise en scène en collaboration avec Michel Didym (Pont-à-Mousson)
- 2005 : Slogans pour 343 actrices, de Maria Soudaïeva et Antoine Volodine, performance interprétée par 343 actrices, dont Jeanne Moreau, Micheline Presle, Marie-France Pisier, Nada Strancar , Édith Scob etc etc. (Théâtre national de la Colline – Spectacle filmé par Alain Cavalier)
- 2006-2007 : La Maladie de la mort, de Marguerite Duras, avec Fanny Ardant[4] (Théâtre de la Madeleine – Tournée Washington, New York, Florence, Berlin, Rome, Trouville-Les Roches Noires, Istambul)
- 2008 : Et si les fourmis n’étaient rien sans les cigales, Conférence sur l'économie avec Emmanuelle Béart, d’après des textes de Bernard Maris (Théâtre de l'Odéon)
- 2009 : La laïcité est-elle soluble dans le sarkozysme ?, d'après un article de Gérard Desportes et les commentaires laissés en réaction sur le site du journal Mediapart (Théâtre de la Madeleine)
- 2011 : C'est pourquoi le temps presse de Philippe Clévenot d'après W.C. Williams, Maison de la poésie.
- 2013-2015 : Gros-Câlin de Romain Gary (Émile Ajar), au Théâtre de L'Œuvre. Meilleur spectacle dans un théâtre privé. Prix de La Critique.

## Filmographie

### Cinéma
- 1978 : L'Adolescente, de Jeanne Moreau
- 1979 : Les Égouts du paradis, de José Giovanni
- 1983 : La Trace, de Bernard Favre (avec Richard Berry)
- 1984 : La Garce, de Christine Pascal (avec Isabelle Huppert, Richard Berry et Vittorio Mezzogiorno)
- 1984 : Côté cœur, côté jardin, de Bertrand Van Effenterre (avec Julie Jézéquel, Jean-François Stévenin et Robin Renucci)
- 1985 : Les Trottoirs de Saturne, d’Hugo Santiago (avec Philippe Clévenot)
- 1986 : Hôtel du Paradis de Jana Boková (avec Fernando Rey et Fabrice Luchini)
- 1986 : Les Exploits d’un jeune Don Juan : l’iniziazione, de Gianfranco Mingozzi, d’après Guillaume Apollinaire (avec Claudine Auger et Marina Vlady)
- 1987 : Good Morning, Babylon, des Frères Taviani (avec Vincent Spano et Greta Scacchi)
- 1988 : La Lectrice, de Michel Deville (avec Miou-Miou et Patrick Chesnais)
- 1989 : Atlantic rendez-vous, de Paule Zajdermann (avec Antonio Valero et Teresa Gimpera)
- 1990 : Swing Troubadour, de Bruno Bayen (avec Philippe Clévenot)
- 1990 : Docteur Petiot, de Christian de Chalonge (avec Michel Serrault)
- 2003 : Inquiétudes de Gilles Bourdos, d’après Ruth Rendell (avec Grégoire Colin)
- 2006 : Mauvaise Foi, de Roschdy Zem (avec Cécile de France et Roschdy Zem)
- 2006 : L'Intouchable, de Benoît Jacquot (avec Isild Le Besco)
- 2010 : Memory Lane, de Mikhaël Hers (avec Didier Sandre et Lolita Chamah)

### Télévision
- 1976 : Les Mystères de Loudun de Gérard Vergez
- 1977 : J'ai la mémoire qui flanche, de B. Bonvoisin (sketch en hommage à Jeanne Moreau)
- 1981 : Deuil en vingt-quatre heures, de Frank Cassenti (avec Alain Cuny et Richard Bohringer)
- 1987 : Monsieur Benjamin : le patron, de Marie-Hélène Rebois (avec Georges Géret, Lucienne Hamon et Pierre Arditi)
- 1989 : Le Journal de la Révolution, d’Hervé Baslé (avec François Marthouret et Roland Bertin)
- 1990 : L'Embuscade, de Peter Kassovitz (avec Claude Rich)
- 1992 : Les Genoux cagneux, d’Hervé Baslé (avec Éléonore Hirt et Jean-Pierre Bisson)
- 2002 : Les Enfants du miracle : première époque, 1979-1983 – seconde époque : 1993-2002, de Sébastien Grall (avec Sophie Broustal et Bernard Le Coq)
- 2003 : Un été de canicule, de Sébastien Grall (avec Charlotte de Turckheim et Anthony Delon) : Sœur Marie-Angéle
- 2009 : Les Petits Meurtres d'Agatha Christie : Les meurtres ABC d'Éric Woreth, d’après Agatha Christie (avec Antoine Duléry, Marius Colucci et Denis Lavant)
- 2013 : Berthe Morisot de Caroline Champetier
- 2017 : Souviens-toi de Pierre Aknine
- 2024 : Un père idéal d'Hélène Fillières

#### Réalisation
- 1977 : J’ai la mémoire qui flanche (sketch en hommage à Jeanne Moreau)

## Lecture audio
- 2014 Didjla, le Tigre, roman de Jean-Pierre Faye, réédité avec la version audio intégrale lue par Bérangère Bonvoisin. Notes de Nuit éditions.